# Jean-Emmanuel Roy

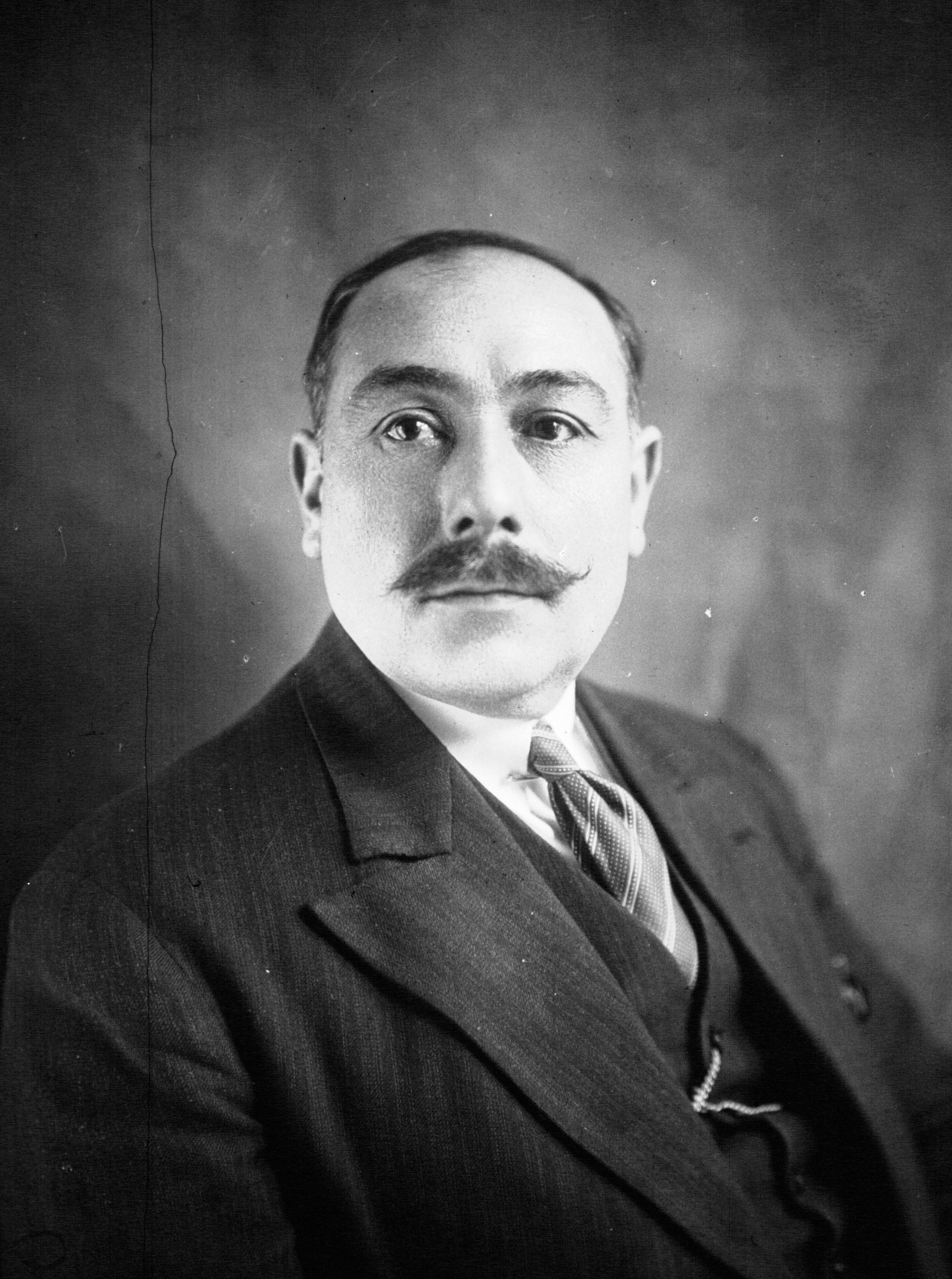
Jean-Emmanuel Roy 1932

Jean-Emmanuel Roy (* 16. Juni 1887 in Romagne; † 1. September 1962 in Naujan-et-Postiac) war ein französischer Politiker der Dritten Republik.

## Leben
Jean-Emmanuel Roy war Winzer und wurde 1914 zu Beginn des Ersten Weltkriegs eingezogen. Er wurde mehrfach für seine Tapferkeit ausgezeichnet. 1919 wurde er zum Bürgermeister von Naujan-et-Postiac gewählt. Das Amt hatte er bis 1940 und dann wieder von 1944 bis 1962 inne. 1930 wurde er Generalrat; auch dieses Amt musste er 1940 aufgeben. 1932 wurde er zum Abgeordneten gewählt, nachdem der sozialistische Kandidat beim zweiten Wahlgang nicht mehr angetreten war. 1936 wurde er wiedergewählt. Am 10. Juli 1940 stimmte er als einer der „Quatre-vingts“ (achtzig) gegen die erweiterten Vollmachten für Philippe Pétain.
Jean-Emmanuel Roy war Präsident des Branchenrates Wein und Mitglied des Ausschusses für Getränke. Er widmete seine parlamentarische Tätigkeit vor allem der Verteidigung der Qualitätsweine und war Berichterstatter für das Weinstatut von 1933. Er meldete sich bei allen Debatten zu Wort, die den Wein betrafen. Er war einer der Hauptverfasser der Gesetze über die Rodung von Weinbergen und über die kontrollierten Ursprungsbezeichnungen (AOC). 1939 war er Mitglied der Internationalen Kommission für Landwirtschaft und Weinbau und der interministeriellen Weinkommission.

## Auszeichnungen
- Ritter, Offizier und Kommandeur der Ehrenlegion[2]
- Croix de guerre 1914–1918[A 1]
- vier weitere Orden der Armee